# Brachys mositanus
Brachys mositanus es una especie de escarabajo barrenador metálico del género Brachys, categorizada en la tribu Trachyini, de la subfamilia Agrilinae.

## Taxonomía
Fue descrita científicamente por Fisher en 1925.
Tratamiento taxonómico
La especie aparece registrada y publicada en Buprestid beetles collected by the Mulford Biological Exploration in Bolivia. Proceedings of the United States National Museum (Number 2568) 66(31):1-46. (1925).